# Trenitalia Tper
Trenitalia Tper S.C.a.R.L. (negli orari ferroviari abbreviata in TTX) è un'impresa ferroviaria italiana partecipata da Trenitalia. Gestisce il trasporto ferroviario nella regione Emilia-Romagna.
È una società consortile a responsabilità limitata costituita da Trenitalia al 70% e TPER al 30%.
La società è nata il 1º gennaio 2020 da SFP Emilia-Romagna Scarl, il consorzio trasporti integrato che si è aggiudicato il contratto di gestione del servizio ferroviario emiliano-romagnolo, assegnato dalla Regione con gara europea. Per effetto della gara, il servizio è aggiudicato a Trenitalia Tper per 15 anni, rinnovabili fino a 22.
Il servizio svolto dalla società consta di 930 treni nel giorno feriale medio, con oltre 140.000 passeggeri trasportati quotidianamente.

## Storia
Il 1º ottobre 2013, Ferrovie Emilia Romagna (FER), in qualità di stazione appaltante per conto della Regione Emilia-Romagna, bandì la procedura di affidamento per la concessione del servizio di trasporto pubblico regionale su ferrovia.
Per partecipare al bando, il 15 maggio 2014 Trenitalia e la divisione ferroviaria di TPER sottoscrissero un accordo, impegnandosi a costituire un raggruppamento temporaneo di imprese per presentare un'offerta congiunta e, in caso di aggiudicazione della gara, a costituire una società di capitali per erogare il servizio.
Concluse le procedure di affidamento del servizio, il 18 giugno 2016 Trenitalia e TPER costituirono la società denominata Società Ferroviaria Provvisoria Emilia-Romagna scarl (SFP). Il successivo 29 giugno, SFP e la società committente FER stipularono ufficialmente il contratto di servizio, valevole per 15 anni dalla data di avvio del servizio, prevista nel 2019, con facoltà di proroga per un periodo massimo di ulteriori 7 anni e mezzo.
Il 19 aprile 2019, SFP e FER concordarono come data di avvio del nuovo Contratto di Servizio il 1º giugno 2019; la regione Emilia Romagna accettò che in via transitoria, dal 1º giugno al 31 dicembre 2019, si procedesse senza conferimento dei rami di azienda da parte delle imprese socie di SFP, rinviando tale passaggio a conclusione del procedimento per l’ottenimento del certificato di sicurezza.
Il conferimento dei rami d'azienda di Trenitalia e TPER appartenenti al trasporto ferroviario regionale in Emilia-Romagna fu formalizzata il 5 dicembre 2019, con efficacia dal 1º gennaio 2020, data di inizio della piena operatività della nuova società. Nella stessa data, la società assunse l'attuale denominazione di Trenitalia Tper scarl (TTX) e ne fu nominato il consiglio di amministrazione.
Il 22 giugno 2022 è stato annunciato il nuovo logo dell'azienda, che riprende l'acronimo TTX.

Logo dal 1º gennaio 2020 al 21 giugno 2022
Logo dal 22 giugno 2022

## Servizi ferroviari

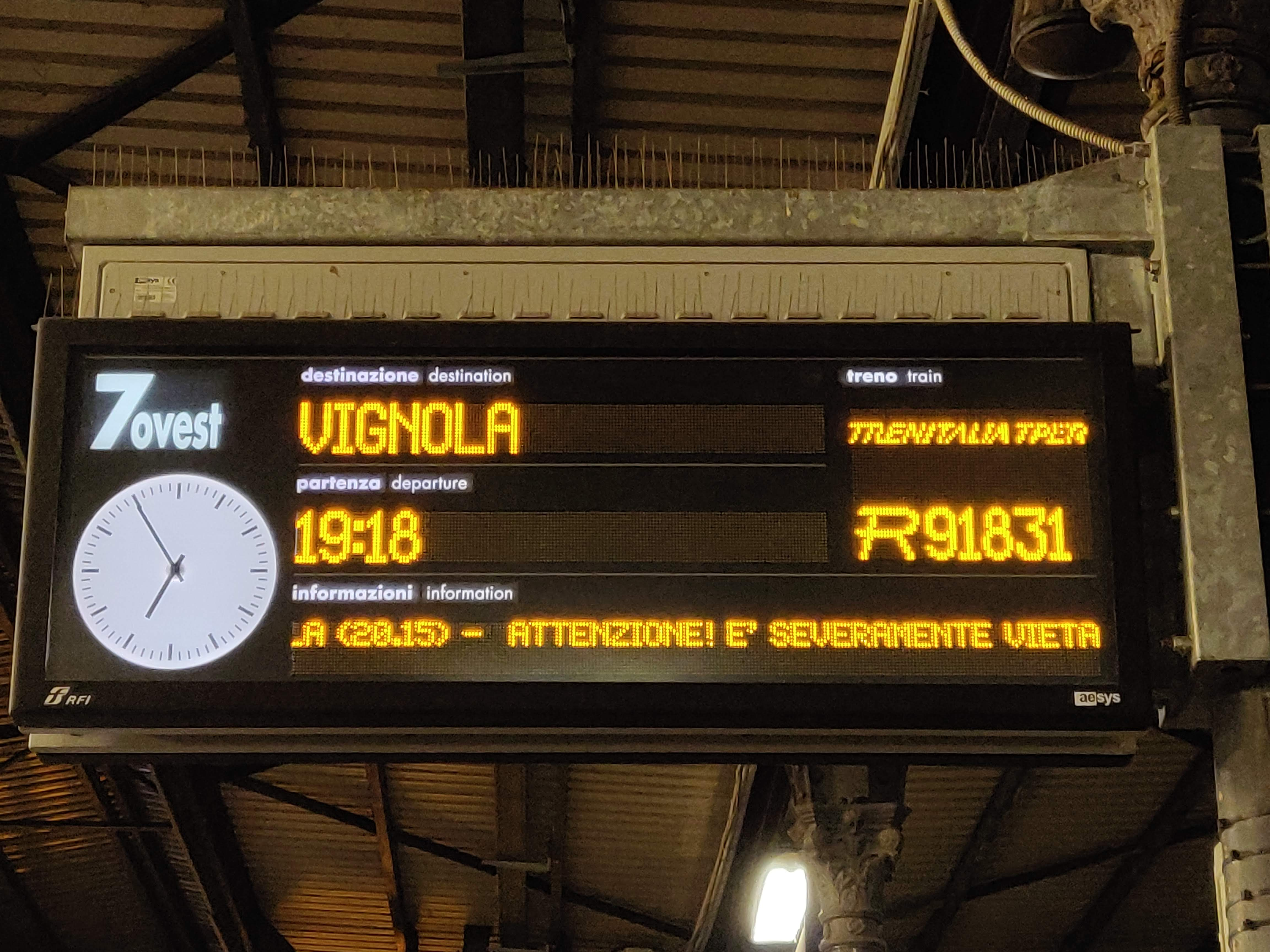
Tabellone di stazione di Bologna Centrale, con indicazione del treno 91831 di Trenitalia Tper in partenza per Vignola, il 1º gennaio 2020.

### Relazioni servite
Su rete RFI:
- Bologna-Parma/Piacenza/Voghera/Genova
- Milano-Bologna
- (Parma)/Fidenza-Salsomaggiore Terme
- (Bologna)/Modena-Carpi/Mantova/Verona
- Bologna-Rimini/Ancona
- Bologna-Ravenna/(Rimini) (via ferrovia Adriatica, Castelbolognese-Ravenna/Faenza-Ravenna, Ravenna-Rimini)
- Faenza-Granarolo Faentino-Ravenna/Lavezzola
- Faenza-Borgo San Lorenzo/Firenze
- Bologna-San Benedetto Val di Sambro/Prato/(Firenze)
- Bologna-Poggio Rusco/Verona/(Brennero)
- Bologna-San Pietro in Casale/Ferrara/Rovigo/Venezia
- Ferrara-Ravenna e Ravenna-Rimini
- Fidenza-Castelvetro-Cremona
- Parma-Borgo Val di Taro/Pontremoli/La Spezia
- Bologna-Marzabotto/Porretta Terme-Pistoia

Su rete FER:
- Parma-Suzzara
- Suzzara-Ferrara
- Ferrara-Codigoro
- Bologna-Portomaggiore
- Bologna-Vignola (via ferrovia Porrettana e ferrovia Casalecchio-Vignola)
- Modena-Sassuolo Terminal
- Sassuolo-Reggio Emilia
- Reggio Emilia-Guastalla
- Reggio Emilia-Ciano d'Enza

### Volume di traffico
|                           | Servizi su rete RFI | Servizi su rete FER | Totale     |
| ------------------------- | ------------------- | ------------------- | ---------- |
| Viaggiatori al giorno     | 126 251             | 23 004              | 149 255    |
| Passeggeri annui          | 36 097 749          | 6 901 498           | 42 999 247 |
| Treni al giorno           | 619                 | 263                 | 882        |
| Bus sostitutivi al giorno | 30                  | 101                 | 131        |

I dati, riferiti alla giornata media feriale, sono aggiornati a novembre 2019. Gli autoservizi sostitutivi sono molto più presenti nel 2024 

## Impianti
Trenitalia Tper dispone del deposito locomotive di Bologna Centrale, collocato in via del Lazzaretto e precedentemente gestito da Trenitalia, e di tre ulteriori impianti appartenenti alla regione Emilia-Romagna, messi a disposizione e per i quali il capitolato di gara prevede la presa in carico obbligatoria: Bologna Roveri, Sermide e Reggio Emilia-Via Talami.